# Rescue Me (Madonna)
Rescue Me è un singolo della cantautrice statunitense Madonna. È il secondo inedito contenuto nel suo primo greatest hits, The Immaculate Collection. Uscì il 2 marzo 1991 e si piazzò alla nona posizione nella classifica generale di Billboard.                                           Questo brano è stato anche utilizzato come intermezzo nel Madame X Tour.

## Tracce

### US Maxi-Singolo
1. Rescue Me (Single Mix) - 4:53
2. Rescue Me (Titanic Vocal) - 8:15
3. Rescue Me (Houseboat Vocal) - 6:56
4. Rescue Me (Lifeboat Vocal) - 5:20
5. Rescue Me (S.O.S. Mix) - 6:23

### US Cassetta e 7"
1. Rescue Me (Single Mix)
2. Rescue Me (Alternate Single Mix)

### UK CD Singolo
1. Rescue Me (Single Mix) - 4:53
2. Rescue Me (Titanic Vocal) - 8:17
3. Spotlight (Extended Mix) - 6:26

## Classifiche
| Classifica (1991)       | Posizione |
| ----------------------- | --------- |
| Usa Billboard Hot 100   | 9         |
| Usa Hot Dance Club Play | 6         |
| Brasile                 | 47        |
| Canada                  | 7         |
| Giappone                | 9         |
| Australia               | 15        |
| Nuova Zelanda           | 18        |
| Uk                      | 3         |
| Irlanda                 | 3         |
| Olanda                  | 9         |
| Norvegia                | 10        |
| Finlandia               | 7         |
| Austria                 | 15        |
| Svizzera                | 11        |
| Francia                 | 21        |
| Germania                | 15        |
| Italia                  | 16        |
| Eurochart               | 3         |